# کیجی کوروکی
کیجی کوروکی (انگلیسی: Keiji Kuroki؛ زادهٔ ۲۱ ژانویهٔ ۱۹۸۰) بازیگر، و رقصنده اهل ژاپن است.